# Feliks Sobanski
Pour les articles homonymes, voir Sobański.
Feliks Hilary Michał Ludwik Sobański, né le 11 novembre 1833 près à Ładyżyn en Podolie et mort le 29 novembre 1913 à Paris, appartenant au clan Junosza, un propriétaire terrien, mécène et philanthrope est un descendant d'une illustre famille de nobles et magnats polonais. Il reçut le titre de comte du Saint-Siège.

## Famille
Feliks Sobanski est le dernier de quatre enfants et fils unique de Ludwik et de Róża, née Łubieńska,,. Son père meurt lorsque Feliks a quatre ans. Il fait ses études scolaires à Odessa. Sa sœur aînée, Paulina, épouse Adolphe Jełowicki membre d'une ancienne famille polono-ruthène et grand propriétaire en Podolie. Très jeune, Sobański devient administrateur des biens, Obodówką et Wasylówką en Podolie. Il fait partie du comité qui travaille sur l'abolition du servage en Russie. 
En 1857 il épouse Emilia Łubieńska. Ils ont deux fils Michał et Kazimierz et une fille, Wiktoria, ensuite la femme de Feliks Plater-Zyberk, propriétaire terrien dans la voïvodie d'Elbląg. À partir de 1856 il est propriétaire de l'immense domaine de Guzów en Masovie, acheté aux enchères à la suite d'un scandale financier dans la famille de sa femme (et de sa mère). Sobański paye la somme considérable de 600 000 roubles pour les 6 000 hectares endettés. Il met fin aux dettes et commence une reconstruction totale du château, et du parc. Il s'inspire des châteaux de la Loire et du style Néorenaissance pour la bâtisse et crée un énorme jardin à l'anglaise. Il enrichit le mobilier du château d'objets et de meubles de styles variés, de tableaux polonais et de l'artisanat polonais comme un vaste escalier en chêne. Le domaine restera dans la famille Sobański jusqu'en 1944,,.

## Carrière

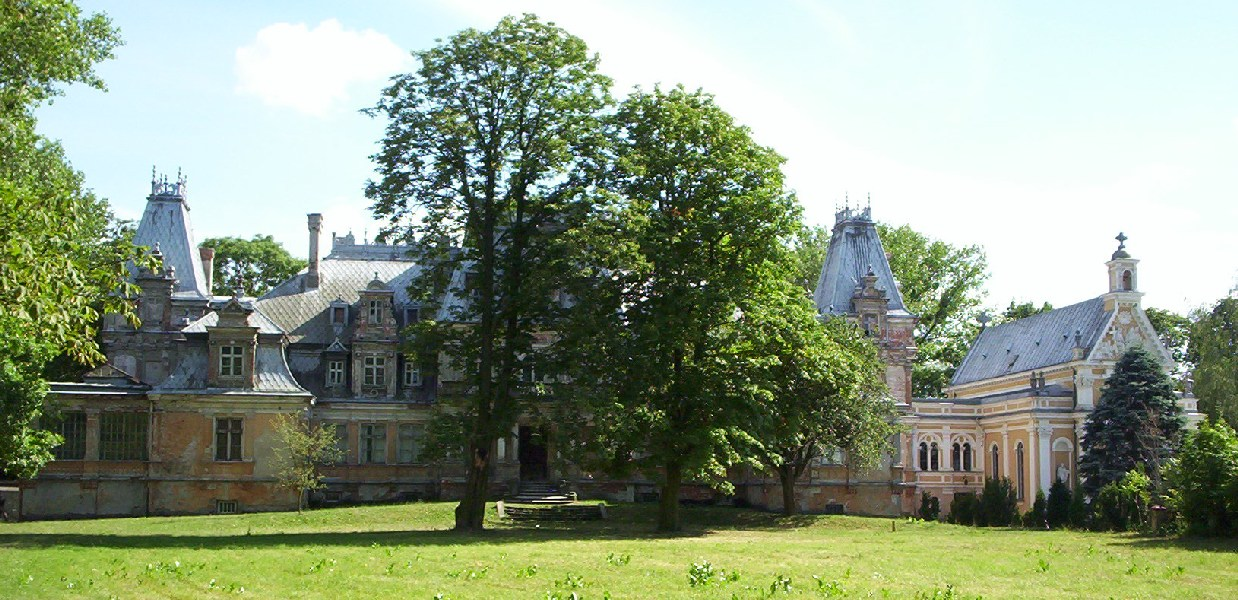
Le palais de Guzów (Żyrardów) avant la restauration

Il est élu maréchal de la noblesse dans la powiet de Bracław, comme son père avant lui. Lors d'une assemblée en 1862 à Kamieniec Podolski il s'oppose à une initiative de la noblesse podolienne de plaider auprès de l'Empire russe pour l'incorporation des provinces de la Podolie et de Wołyń dans le royaume de Pologne. L'initiative fut quand même envoyée à Saint-Pétersbourg et en résulte l'arrestation des nobles qui sont emprisonnés dans la forteresse Pierre-et-Paul. Un décret du Sénat Russe bannit Sobański en Russie profonde. Il ne revient en Podolie qu'après quelques années. Suivant la mort en 1869 de son cousin, Eustachy Jełowicki, ses cinq enfants passent sous sa tutelle, dont Julia, qui épousera Théodore de Korwin Szymanowski, apparenté à la famille Łubieński.
En 1870 il séjourne à Paris lorsqu'éclate la guerre franco-allemande. Il contribue de ses propres fonds à la Croix-Rouge française afin de porter une aide médicale aux soldats blessés.
Pendant les années 1872–1885 il s'occupe surtout de l'agriculture et de la vie des paysans. En 1875 il devient membre du comité de la société des arts de Varsovie Zachęta. En 1878 il organise un concours pour trouver un architecte capable de construire une église paroissiale à Żyrardów, où il fait le don du terrain.  Il finance des bourses d'études pour les jeunes artistes. Il est cofondateur à Varsovie du musée de l'Industrie et de l'Agriculture, Muzeum Przemysłu i Rolnictwa, dont il sera le vice-président jusqu'à sa mort. Il s'engage dans la Société musicale, Stanisław Moniuszko.

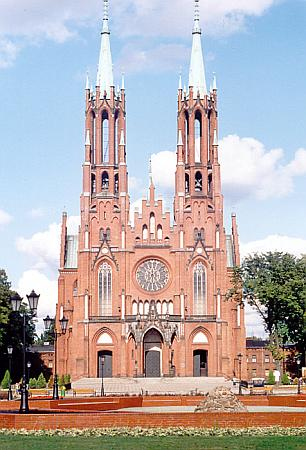
Zyrardów – église Notre-Dame

Il finance la construction et la restauration de divers monuments et églises, comme celle de Radziwiłłów, de Guzów, ou de Obodówka et de Wiskitki. Pour l'église de Saint-Augustin de Varsovie il fait importer d'Italie trois autels en marbre blanc. Il finance des bourses de voyage pour les séminaristes de Varsovie. En 1880, le pape Léon XIII donne à Sobański le titre de comte. En 1888  Sobański s'engage dans la restauration de la colonne de Sigismond III de Pologne.

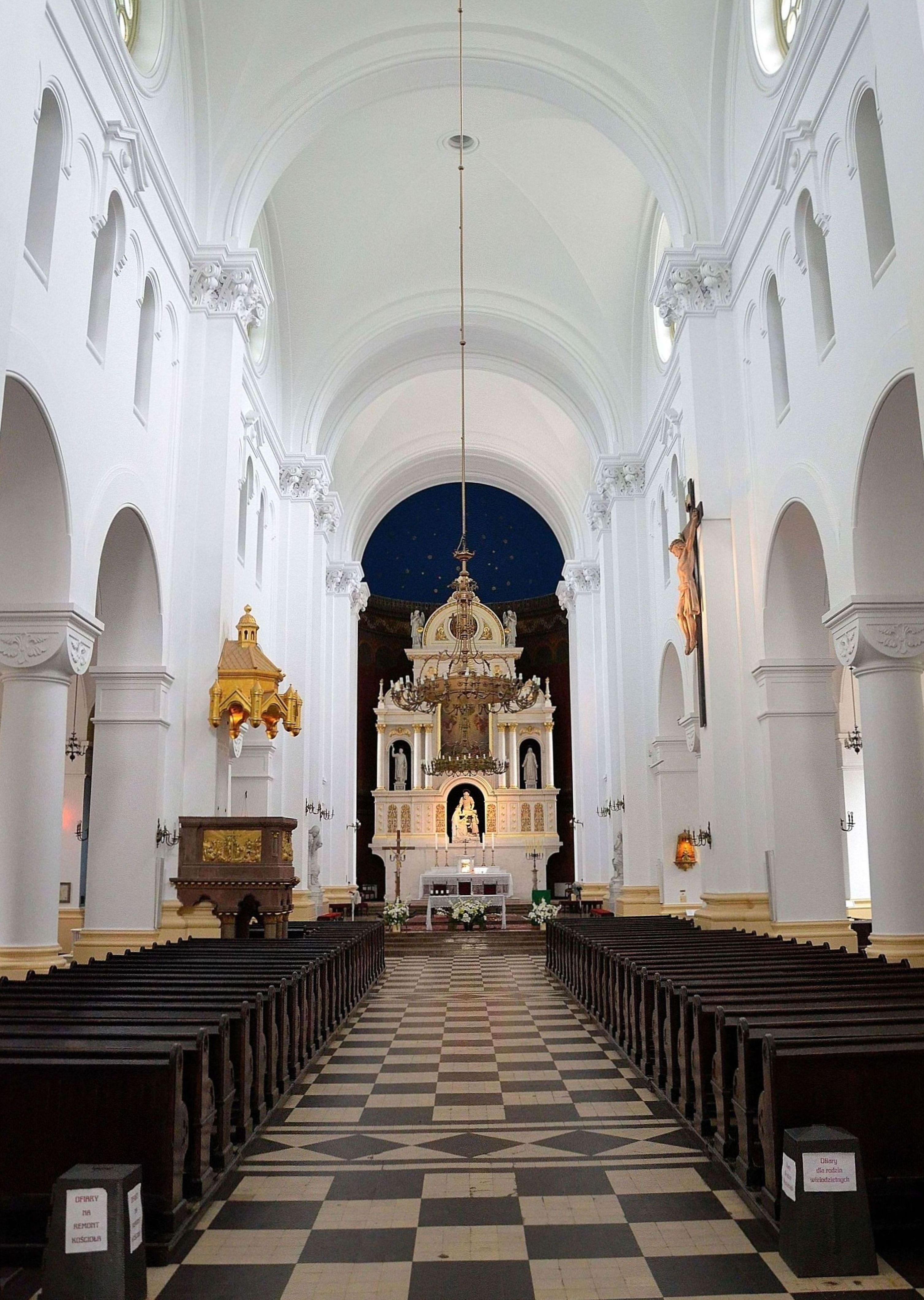
Autel de l'église de Saint-Augustin, Varsovie

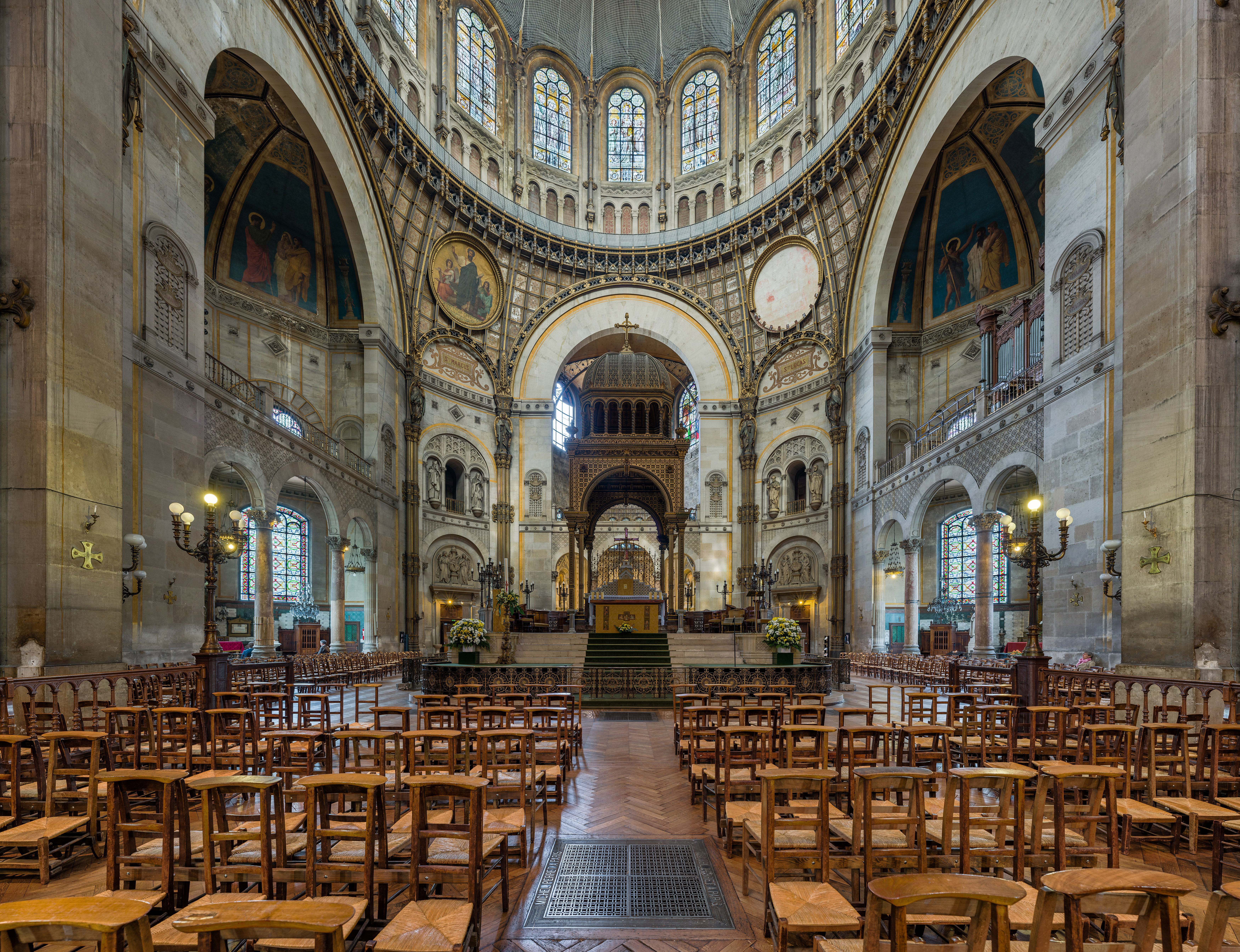
Église Saint-Augustin (Paris), endroit de l'enterrement temporaire de Sobański

## Autres projets
Il fonde entre autres :
- Un foyer pour les handicapés à Varsovie. En 1897 sur le même site est ajouté:
- Un foyer pour les femmes seules et les orphelins; il crée ensuite,
- Un jardin d'enfants catholiques, «Nazaret» à Kiev,
- Un hôpital à Guzów, pour soigner les paysans et les employés du domaine,
- Un lycée agricole pour la région d'Obodówka, (fondation avec son fils, Michał),
- Une école normale à Ursynów

## Dernières années
Sobański porte une aide financière aux institutions sociales tant en Pologne qu'à Paris où il s'installe avant la fin du XIXe siècle et fait partie de la Grande Émigration. Il y est membre de la Bibliothèque polonaise de Paris. Ses derniers dons seront une contribution de 100 000 roubles à la caisse d'épargne des retraités agricoles polonais et 30 000 roubles pour l'achat de pommes de terre pour les paysans en Galicie qui souffrent de la famine.
Il meurt à Paris 1913 et est enterré dans la crypte de l'église Saint-Augustin,. En 1914, peu de temps après l'attentat de Sarajevo, son corps sera inhumé à Obodówka dans son pays natal.

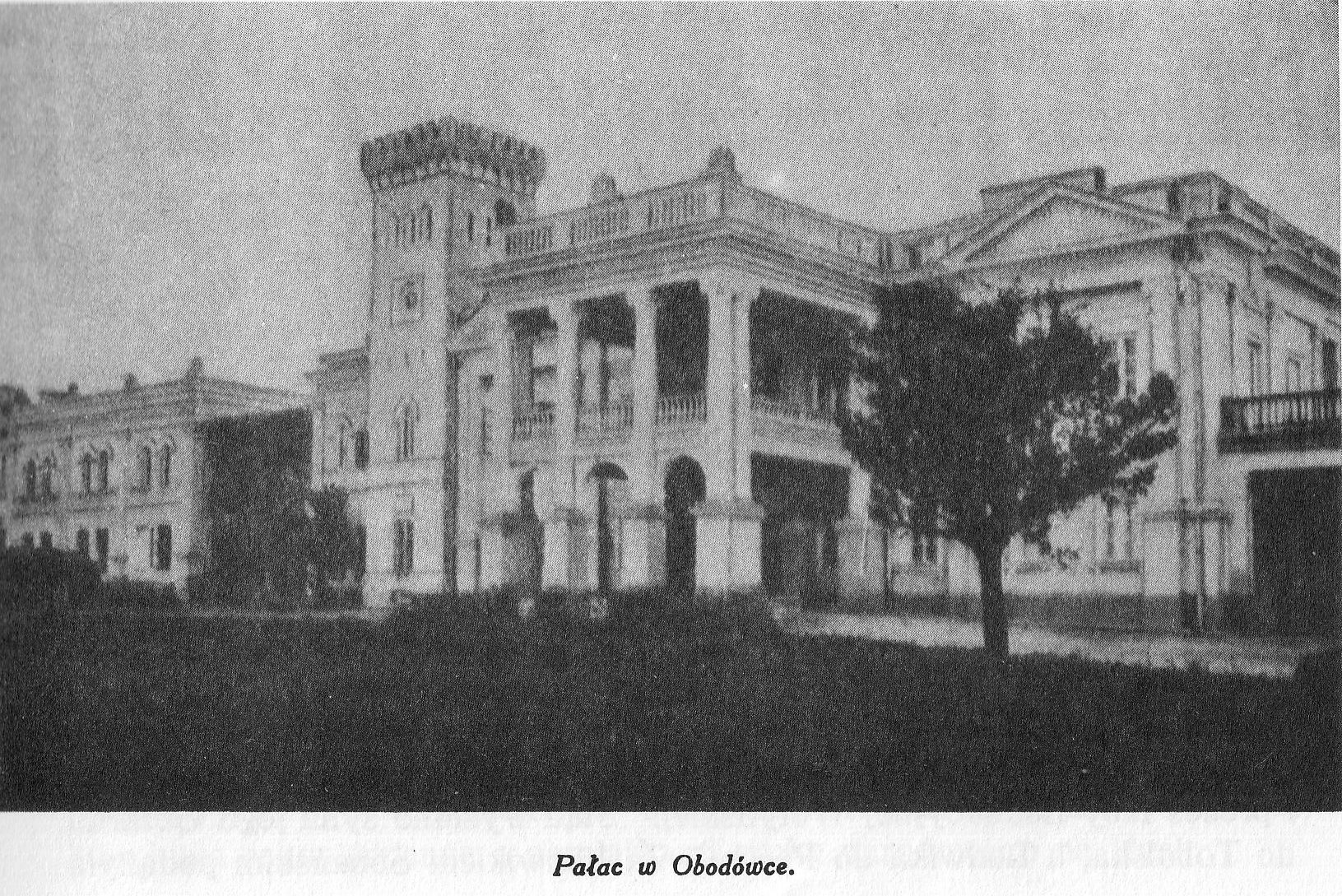
Palais Sobański à Obodówka